# マイク・シーガー・イン・コンサート
『マイク・シーガー・イン・コンサート: トラディショナル・フォークの世界』(Mike Seeger in Concert) は、マイク&アリス・シーガー夫妻の1970年の日本公演の模様を収録したライブ・アルバム。キングレコードから1971年に発表された。ジミー時田とマウンテン・プレイボーイズが客演している。

## 収録曲
Side 1
1. サニー・サイド・オブ・ライフ - Sunny Side of Life
2. ビクトリー・ラグ - Victory Rag
3. 5月のある朝 - One Morning in May
4. かっこう鳥 - Coo Coo Bird
5. フェアー・アンド・テンダー・レディー - Fair and Tender Lady
6. バック・ダンサーズ・チョイス - Back Dancers' Choice
7. 6月のりんご - June Apple
8. 魚つりのブルース - Fishing Blues

Side 2
1. オールド・ブラック・チュー・チュー - Old Black Choo Cho
2. 炭鉱夫のブルース - Coal Miner's Blues
3. 黒い水 - Black Water
4. プライベート・ジョン・Q - Private John Q
5. シングル・ガール - Single Girl
6. ロスト・インディアン - Lost Indian
7. 我が祖国 - This Land is Your Land

## パーソネル
- マイク・シーガー（マンドリン、オートハープ、バンジョー、フィドル、ギター、ハーモニカ、ヴォーカル）
- アリス・シーガー（ギター、オートハープ、バンジョー、スプーン、ヴォーカル）
- ジミー時田とマウンテン・プレイボーイズ *2-7のみ